# Такедда

Так выглядел охранник, сопровождающий торговые караваны во время путешествия через Сахару и остановок в перевалочных пунктах

Такедда (англ. Takedda, Tiggida, Takadda) — город-государство на территории Нигера, в оазисе на западе нагорья Аир, существовавший в Средние века. Ныне город разрушен.
В Средние века Такедда наравне с Томбукту, Дженне и Газаргаму (столицей государственного образования Нгизим в северо-восточной области нынешней Нигерии, которое в Средние века было зависимым от Борно) являлась важным перевалочным пунктом на транссахарских торговых путях, а также с XIV по XVI век исламским центром в центральном Судане. В Такедде жили ученые и суфии.
В Такедде в Средние века добывалась медь, которая ценилась выше золота и доставлялась, главным образом в империю Мали в слитках, где в определённый период могла быть продана 60 слитков меди за 100 золотых динар. Французский археолог Данило Гребенар (Danilo Grébénart) раскопал местонахождение и изучил значение этой доисторической цветной металлургии.
С конца XIII века находился под контролем империи Мали. При мансе Муса в Такедде произошло туарегское восстание, которое было подавлено.
В начале XVI века завоёван империей Сонгай.

## Такедда в исторических источниках
Такедда упоминается арабскими путешественниками Ибн Халдуном и Ибн Баттутой. Ибн Баттута побывал в Такедде лично в составе экспедиции от султана Марокко в 1353 г.